# 牛埔幇
牛埔幇（ぎゅうほほう、ニオ・プー・パン）は、台湾台北市中山区を拠点に活動する黒社会組織（暴力団）。総構成員数は不明であるが数千人規模と考えられている。現在天道盟を除く本省掛（地元系）組織の中で最大の規模とされている。
牛埔は台湾の古名であり、牛埔幇とは台北市で活動していた暴力団構成員全体に対する名称として使用されていた。そのため初期の牛埔幇は組織形態となっておらず角頭と称される地元系の暴力団組織であったものが、竹聯幇と四海幇との抗争の中で次第に組織化されていったものである。

## 略史
1980年代、台北市中山区に葉系と胡系の暴力団組織が勢力を進捗させた。葉系の角頭である葉明財と胡系の角頭である胡茂盛はそれぞれ組織化を図る。主に葉系はホテル、ダンスホールなどを経営、胡系は博賭場を経営し資金源としていた。
牛埔幇は勢力圏の拡大を図り各地の動力団組織と協力関係を結び、当初は中山区のみであった勢力圏をやがて台北市全域に広げた。長老構成員の葬儀では各地暴力団以外に政府関係者の出席もみられ、その勢力が極めて大きいことの傍証となっている。

## 歴代幇主
1. 葉明財